# Fritz Tempelmann
Fritz Tempelmann (* 20. Juli 1921 in Hoxfeld, Westfalen; † 7. August 1991 in Speikern, Bayern) war ein deutscher Reitmeister.
Fritz Tempelmann gilt als einer der größten Ausbilder von Dressurpferden und Reitern. Durch seine Schule gingen neben Nicole Uphoff, Ulla Salzgeber auch Margit Otto-Crépin (Frankreich) und Daria Fantoni (Italien) sowie eine große Anzahl deutscher Berufsreiter. Die Ausbildung von zahlreichen Dressurpferden, wie die Mitwirkung bei Rembrandt (Nicole Uphoff), Corlandus (Margit Otto-Crépin), Ideaal (Dr. Volker Moritz).
Sein Schwerpunkt galt insbesondere der Jugendarbeit. 1977 erreichten seine Schüler aus Essen die Mannschaftsgoldmedaille bei der Dressur-Europameisterschaft der Junioren. Insgesamt haben seine Schüler fast 50 Medaillen bei Championaten erritten. Sein Ausbildungsstil prägt heute noch den deutschen Reitsport. 1984 wurde ihm von der FN der Titel des Reitmeisters verliehen.
Seit 2007 wird der von Roland Disterer – dem Schwiegersohn Tempelmanns – gestiftete Fritz Tempelmann Sonderehrenpreis für das harmonisierendste Paar beim Grand Prix Spécial verliehen. Zugrunde gelegt wird dabei sowohl die Harmonie des Abreitens als auch die gefühlvolle Einwirkung im Viereck.